# Fisklöstjärnen (Frostvikens socken, Jämtland, 717241-142190)
Fisklöstjärnen är en sjö i Strömsunds kommun i Jämtland och ingår i Ångermanälvens huvudavrinningsområde.